# Ahna O'Reilly
Ahna O'Reilly (Palo Alto, 21 settembre 1984) è un'attrice statunitense.

## Biografia
Dopo il diploma alla Menlo School si iscrive all'University of Southern California, che frequenta per un anno prima di abbandonare gli studi. Inizia la sua carriera nel 2003 prendendo parte ai vari B-movie e film indipendenti, fino al 2013 quando si fa notare per il ruolo di Elizabeth Leefolt nel film di successo The Help. Il film stato un campione d'incassi e l'intero cast ha vinto vari premi come National Board of Review Award, Screen Actors Guild Award e Satellite Award.
Nel 2007 inizia una collaborazione artistica con l'attore e regista James Franco, a cui è stata legata sentimentalmente per cinque anni. Viene diretta da Franco nei film Good Time Max, As I Lay Dying, The Sound and the Fury e In Dubious Battle - Il coraggio degli ultimi. Ha recitato in Jobs con Ashton Kutcher, sulla vita di Steve Jobs. Viene diretta nuovamente da Tate Taylor, regista di The Help, nel film biografico Get on Up - La storia di James Brown.

## Filmografia

### Cinema
- Bill the Intern, regia di Will Hess (2003)
- Dinocroc, regia di Kevin O'Neill (2004)
- Succubus: Hell-Bent, regia di Kim Bass (2007)
- Good Time Max, regia di James Franco (2007)
- Nancy Drew, regia di Andrew Fleming (2007)
- Non mi scaricare (Forgetting Sarah Marshall), regia di Nicholas Stoller (2008)
- Just Add Water, regia di Hart Bochner (2008)
- Herpes Boy, regia di Nathaniel Atcheson (2009)
- The Harsh Life of Veronica Lambert, regia di Nick Agiashvili (2009)
- House Under Siege, regia di Mark Hazen Kelly (2010)
- 0s & 1s, regia di Eugene Kotlyarenko (2011)
- From the Head, regia di George Griffith (2011)
- The Help, regia di Tate Taylor (2011)
- Girls! Girls! Girls!, regia di registi vari (2011)
- The Time Being, regia di Nenad Cicin-Sain (2012)
- Prossima fermata Fruitvale Station (Fruitvale Station), regia di Ryan Coogler (2013)
- Jobs, regia di Joshua Michael Stern (2013)
- Miss Dial, regia di David H. Steinberg (2013)
- As I Lay Dying, regia di James Franco (2013)
- The Big Ask, regia di Thomas Beatty e Rebecca Fishman (2013)
- Lucky Them, regia di Megan Griffiths (2013)
- CBGB, regia di Randall Miller (2013)
- Get on Up - La storia di James Brown (Get on Up), regia di Tate Taylor (2014)
- Tutto può accadere a Broadway (She's Funny That Way), regia di Peter Bogdanovich (2014)
- The Sound and the Fury, regia di James Franco (2014)
- I Am Michael, regia di Justin Kelly (2015)
- Provaci ancora Jose (No Way Jose), regia di Adam Goldberg (2015)
- Elvis & Nixon, regia di Liza Johnson (2016)
- In Dubious Battle - Il coraggio degli ultimi (In Dubious Battle), regia di James Franco (2016)
- Chiudi gli occhi - All I See Is You (All I See Is You), regia di Marc Forster (2016)
- Marcia per la libertà (Marshall), regia di Reginald Hudlin (2017)
- Tra sogno e realtà (The Sleepwalker), regia di Elliot Lester (2017)
- Bombshell - La voce dello scandalo (Bombshell), regia di Jay Roach (2019)
- L'amico del cuore (Our Friends), regia di Gabriela Cowperthwaite (2019)
- La ragazza della palude (Where the Crawdads Sing), regia di Olivia Newman (2022)

### Televisione
- CSI: NY – serie TV, 1 episodio (2008)
- Unhitched – serie TV, 1 episodio (2008)
- The Vampire Diaries – serie TV, 1 episodio (2011)
- Prime Suspect – serie TV, 1 episodio (2011)
- How I Met Your Mother – serie TV, 1 episodio (2014)

## Doppiatrici italiane
Nelle versioni in italiano delle opere in cui ha recitato. Ahna O'Reilly è stata doppiata da:
- Valentina Favazza in Elvis & Nixon, La ragazza della palude
- Gilberta Crispino in CSI: NY
- Valentina Mari in The Help
- Erica Necci in Prossima fermata Fruitvale Station
- Francesca Manicone in Jobs
- Renata Bertolas in How I Met Your Mother
- Roberta De Roberto ne In Dubious Battle - Il coraggio degli ultimi
- Ilaria Latini in Chiudi gli occhi - All I See Is You